# Света Петка (Рудари)
Вижте пояснителната страница за други значения на Света Петка.
„Света Петка“ или „Света Параскева“ (на гръцки: Aγίας Παρασκευής) е православна църква в леринското село Рудари (Калитеа), Егейска Македония, Гърция. Храмът е част от Леринската, Преспанска и Еордейска епархия.

## Местоположение
Църквата е гробищен храм, разположен на километър източно от селото.

## История
Българската църква „Света Петка“ е обновена в 1869 година. Напълно реновирана е през 1963 година.
Като образец на забележително църковно изкуство от времето си е обявена за исторически паметник и паметник на изкуството в 1987 година.

## Описание
Оригиналната форма на трикорабна базилика с дървен покрив е претърпялала последователни промени след ремонтите през 60-те години на XX век, като например разрушаването на традиционната женска църква от западната страна на църквата.
Вътре са запазени няколко интересни народни дърворезби на владишкия трон, на светилищата и на иконостаса, а дървеният свещник също представлява интерес.